# 마리아의 죽음 (만테냐)
《마리아의 죽음》(이탈리아어: Morte della Vergine, 영어: Death of the Virgin)은 이탈리아의 화가 안드레아 만테냐가 1462년~1464년경에 그린 그림이다.
안드레아 만테냐는 관찰자의 시점에서 고전 건축물이라는 한정된 배경 속 사각형의 타일 바닥을 따라 침대에 누워 있는 성모 마리아의 마지막 순간으로 시선이 향하도록 묘사했다. 또한 뒤로는 만토바에 있는 카스텔로 디 산 조르지오(Castello di San Giorgio)의 다리와 성곽이 있는 호수 풍경이 보인다. 
이 작품은 원래, 현재 피렌체의 우피치 미술관에 있는 3개의 패널(승천, 동방 박사의 숭배, 할례, 통틀어 우피치의 세 폭 제단화로 알려짐)과 페라라의 피나코테카 나치오날레 미술관에 있는 패널(《성모의 영혼을 품은 그리스도》)과 함께 성 예배당 장식의 일부였을 것으로 추정된다. 그림의 윗부분을 보면 기둥이 다 그려져 있지 않고 윗부분이 잘려져 있는데 이를 통해 현재 페라라에 있는 《성모의 영혼을 품은 그리스도》와 한 그림이었다는 것을 암시할 수 있다.
- 페라라의 피나코테카 나치오날레 미술관에 있는 《성모의 영혼을 품은 그리스도》(Christ Bearing the Soul of the Virgin), 1462
- 두 그림의 원래 배치 모습
- 우피치 미술관에 있는 우피치의 세 폭 제단화(승천, 동방박사의 숭배, 할례)